# Agave eggersiana
Agave eggersiana es una especie de planta suculenta de la familia de las asparagáceas.

## Distribución y hábitat
Es endémica de las Islas Vírgenes. Esta Agave es una especie en riesgo. La población podría extinguirse debido al bajo número de especímenes, cambios en el ambiente, y parámetros de los predadores.

## Taxonomía
Agave eggersiana fue descrito por William Trelease  y publicado en Memoirs of the National Academy of Sciences 11: 28, pl. 31–33. 1913.
Etimología
Agave: nombre genérico que fue dado a conocer científicamente en 1753 por el naturalista sueco Carlos Linneo, quien lo tomó del griego Agavos. En la mitología griega, Ágave era una ménade hija de Cadmo, rey de Tebas que, al frente de una muchedumbre de bacantes, asesinó a su hijo Penteo, sucesor de Cadmo en el trono. La palabra agave alude, pues, a algo admirable o noble.
eggersiana: epíteto otorgado en honor del botánico danés Henrik Franz Alexander von Eggers.